# Seriemuseet
Seriemuseet var ett museum som visade serietidningar i Köinge, Falkenbergs kommun och innehöll också attraktionen Comicland. Det drevs av Peder Mauritzon, startades 1988, och lades ner i augusti 2004 för att återigen öppnas några år senare.

### Fotnoter
1. ↑  Gustaf Nilsson (24 september 2015). ”Ullaredsprofilen död efter sjukdom” (på svenska). Expressen. https://www.expressen.se/gt/noje/ullaredsprofilen-dod-efter-sjukdom/. Läst 23 juli 2018.
2. ↑  Mats Öhman (4 augusti 2004). ”Falkenberg är ett museum fattigare” (på svenska). Hallands nyheter. http://www.hn.se/nyheter/falkenberg/falkenberg-%C3%A4r-ett-museum-fattigare-1.3590238. Läst 23 juli 2018.
3. ↑  Lena Strömberg (25 september 2015). ”Ullaredsprofilen Peder Mauritzon död” (på svenska). Hallands nyheter. http://www.hn.se/nyheter/falkenberg/ullaredsprofilen-peder-mauritzon-d%C3%B6d-1.1868609. Läst 23 juli 2018.